# Anchomanes difformis
Espèce
Synonymes
- Amorphophallus difformis Blume[1]
- Anchomanes difformis var. welwitschii (Rendle) Engl.[1]
- Anchomanes hookeri (Kunth) Schott[1]
- Anchomanes obtusus A.Chev.[1]
- Anchomanes petiolatus (Hook.) Hutch.[1]
- Anchomanes welwitschii Rendle[1]
- Caladium petiolatum Hook.[1]
- Pythonium hookeri Kunth[1]
- Sauromatum ferox Linden ex Engl.[1]

Anchomanes difformis est une espèce de plantes de la famille des Araceae et du genre Anchomanes, présente en Afrique tropicale.

## Description
C'est une grande herbe terrestre à rhizomes, avec des feuilles en forme de parapluie. Un spathe saillant, de couleur pourpre pâle ou rosâtre, est implanté hors centre sur l'ovaire.

Feuilles, inflorescence et fruit.
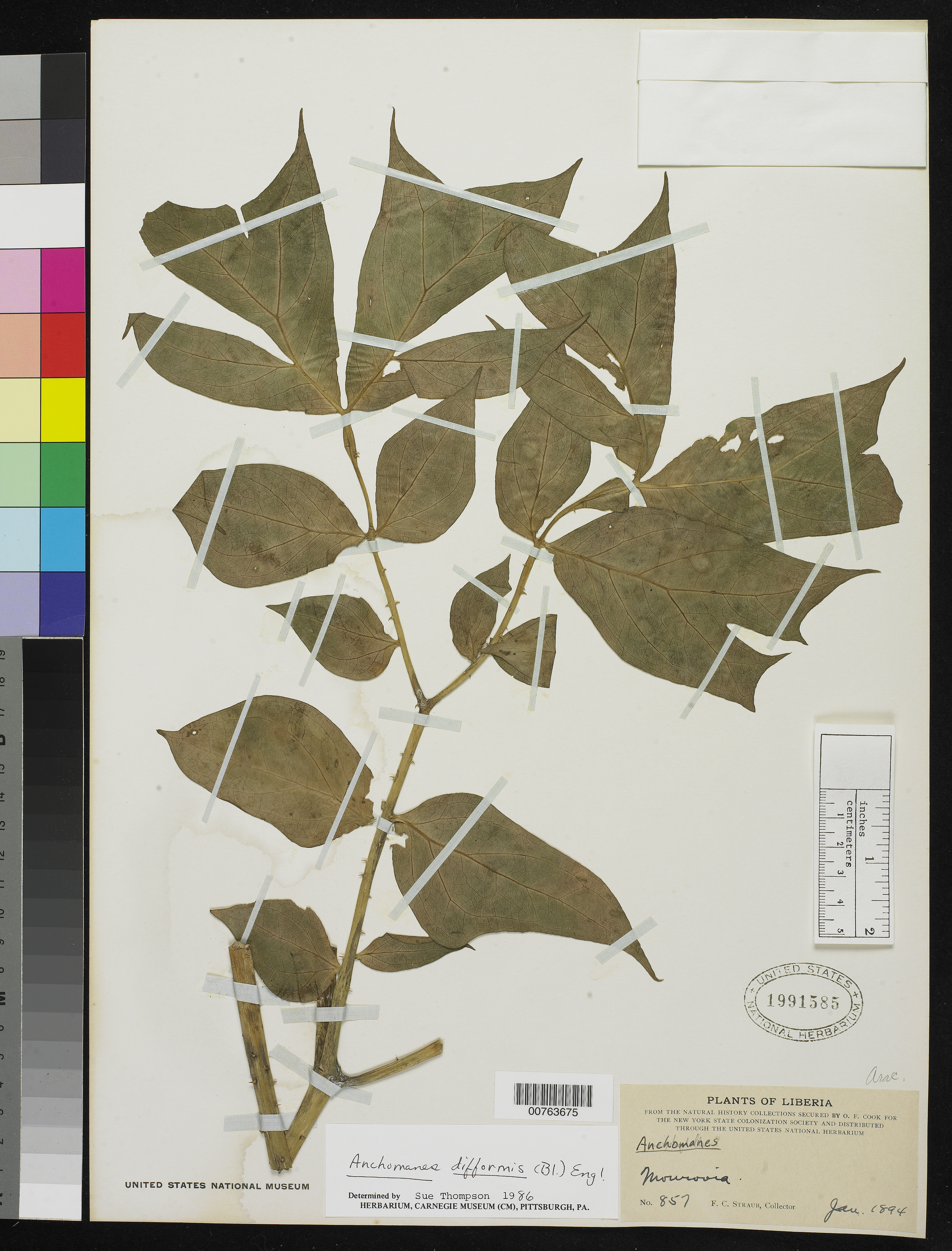
Comté de Montserrado (Liberia).
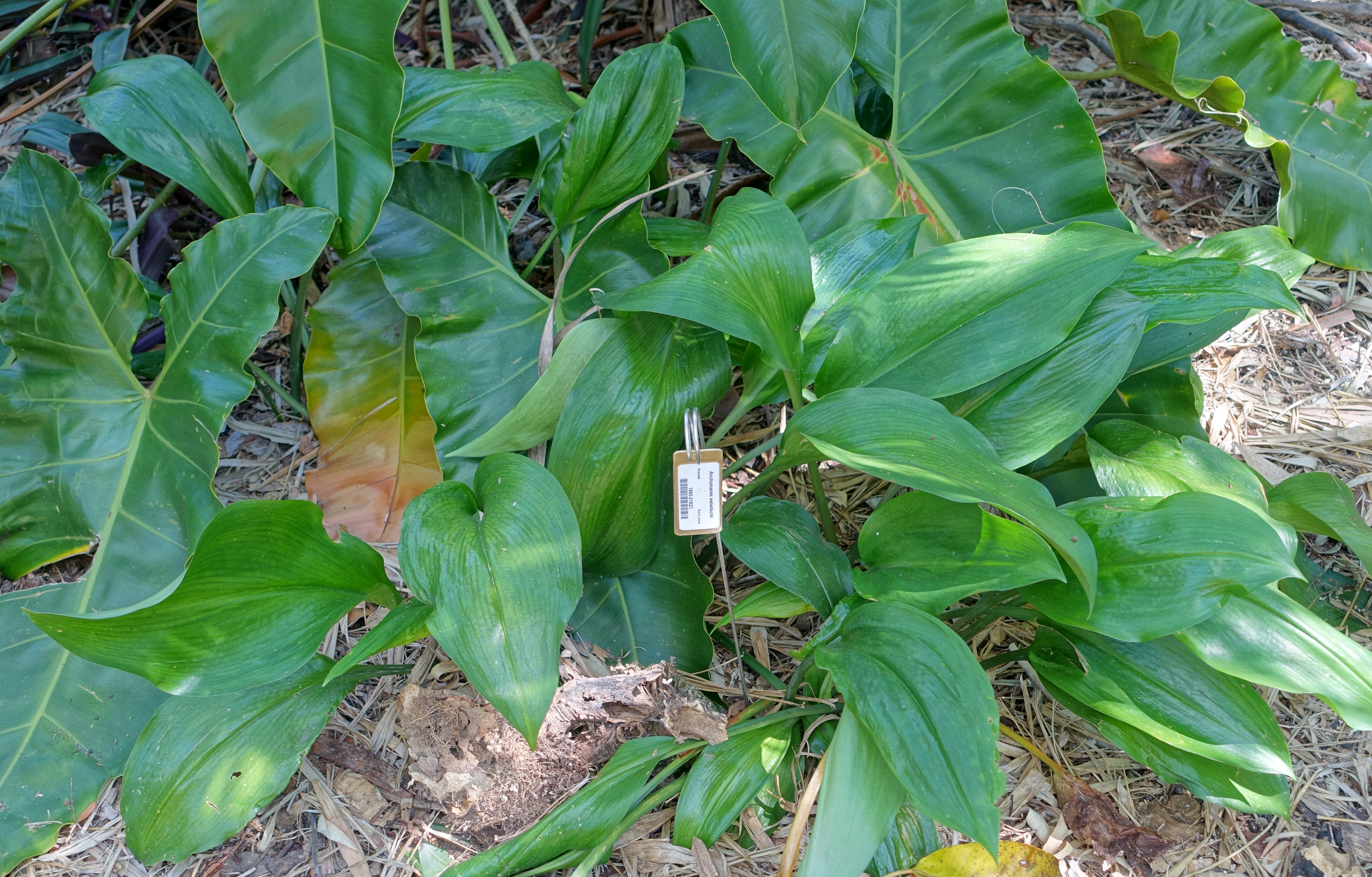
Jardins botaniques Marie Selby (Floride).
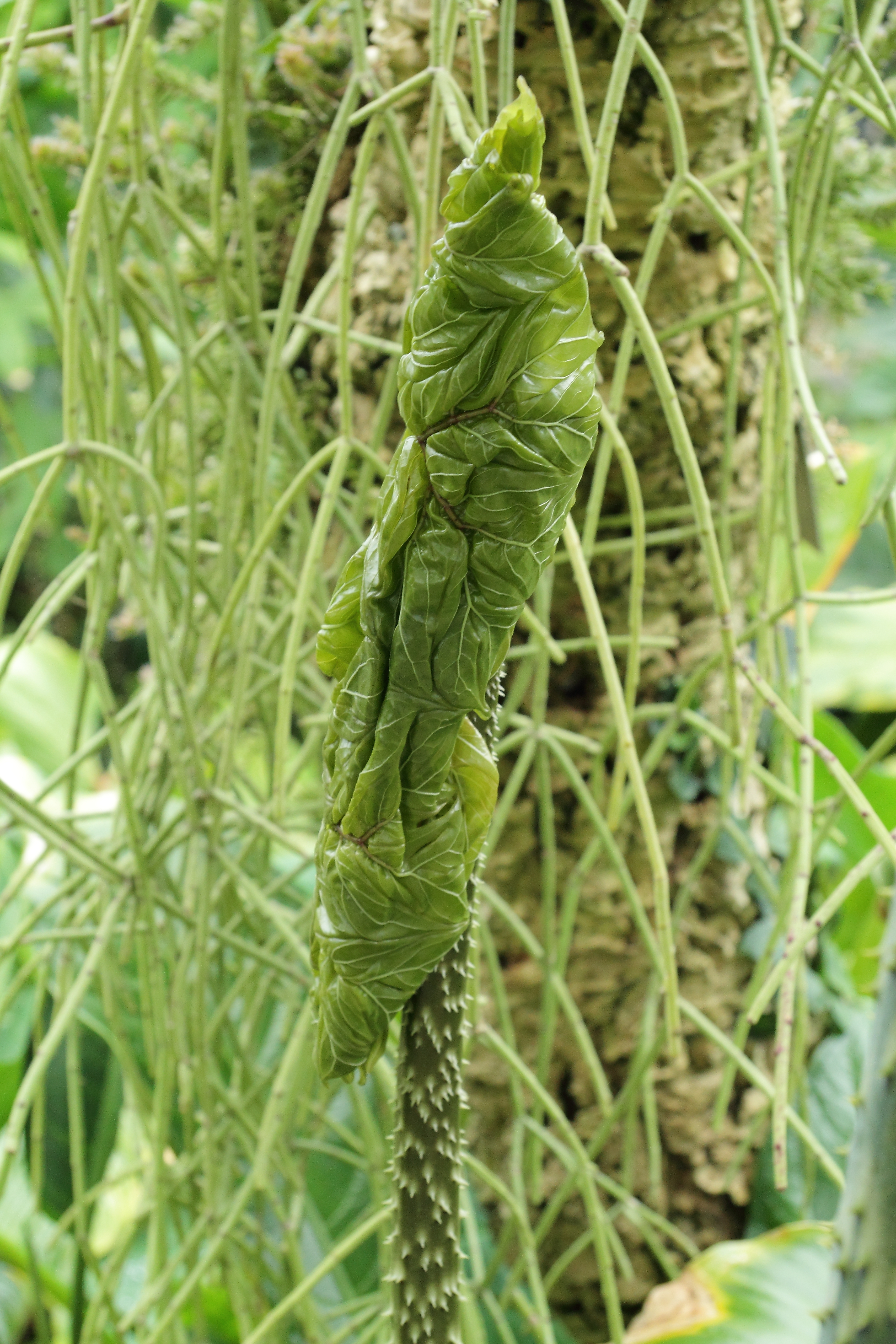
Jardins botaniques royaux de Kew (R.-U.).
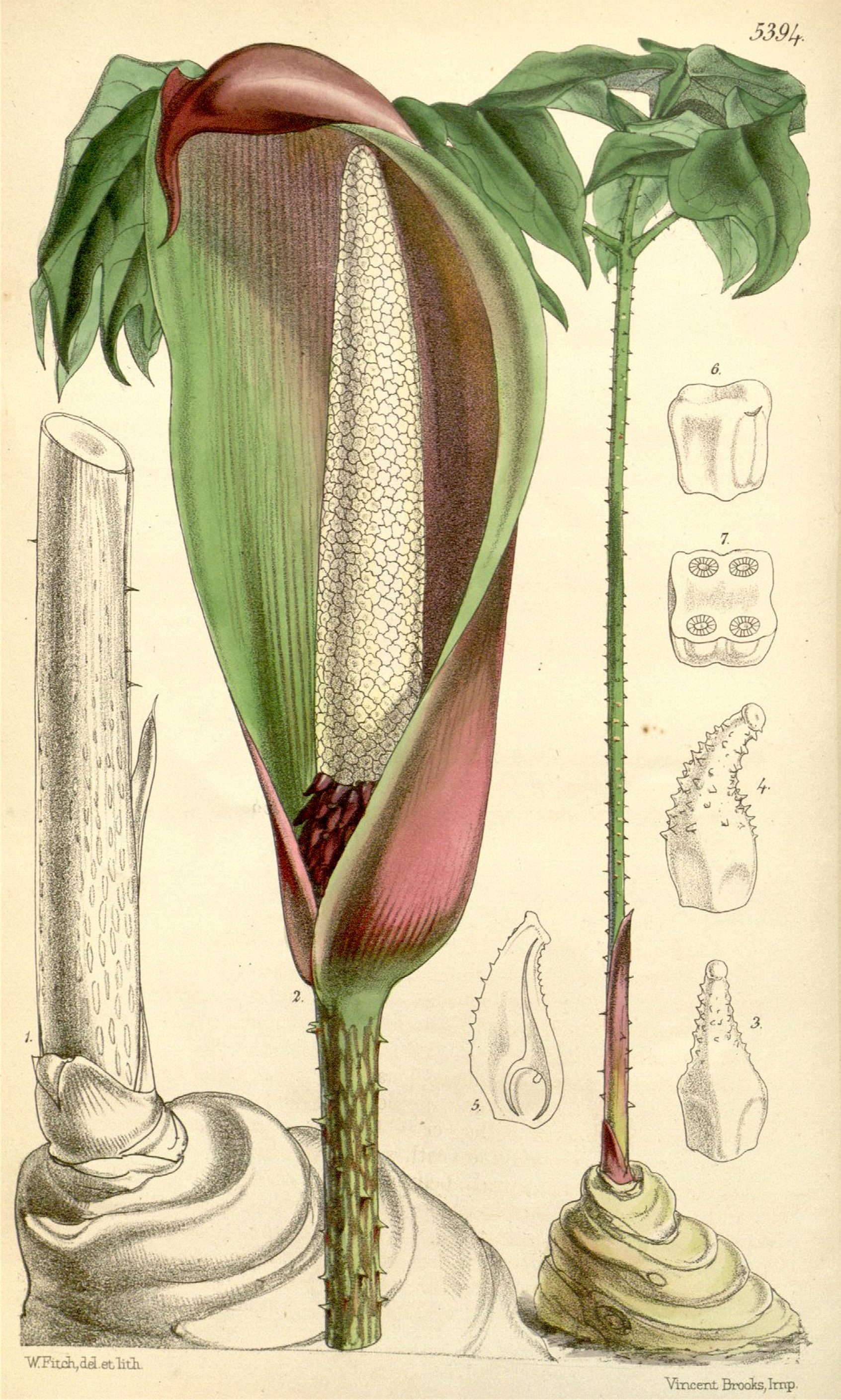
Planche du Curtis's Botanical Magazine.
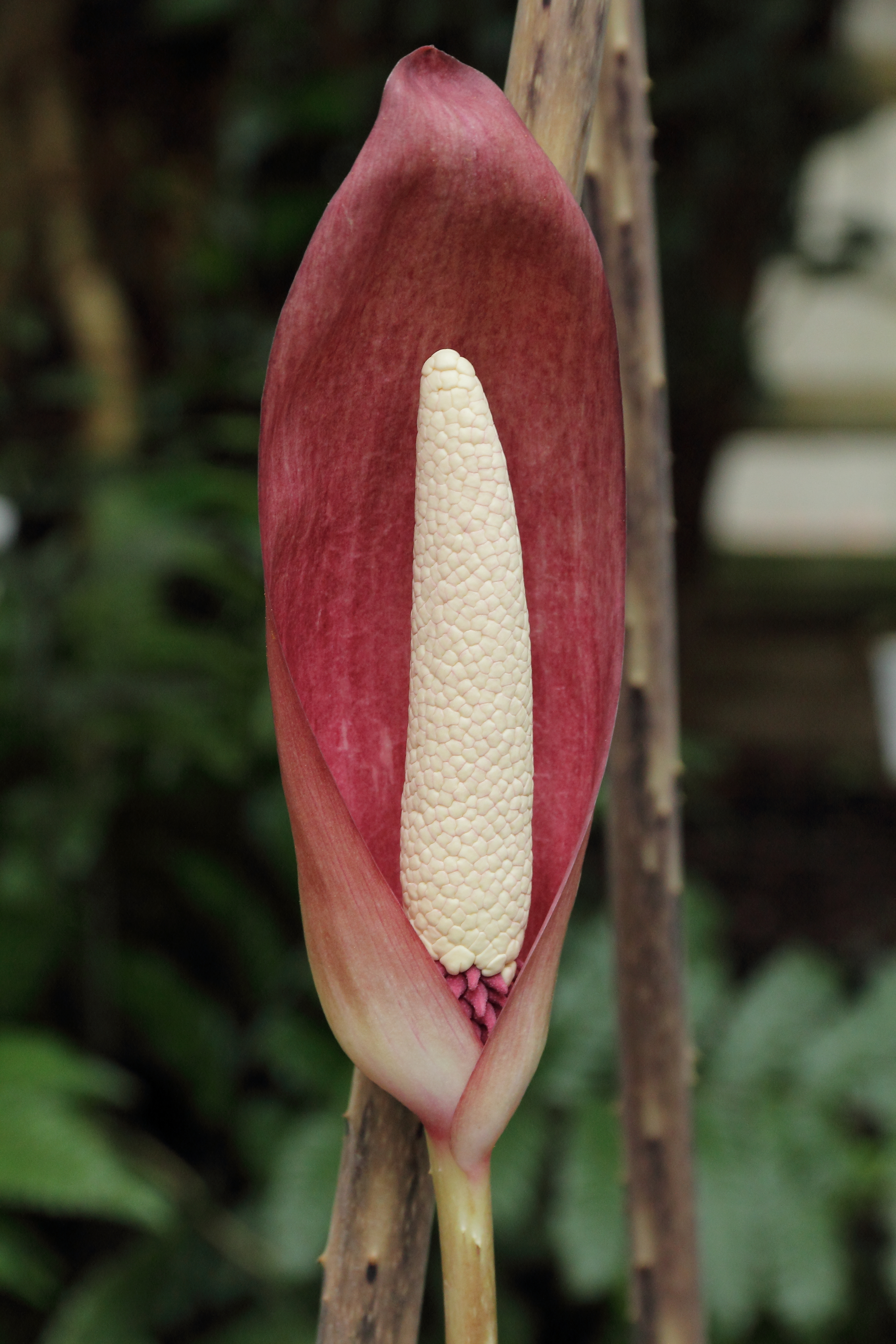
Jardin botanique de Göteborg (Suède).
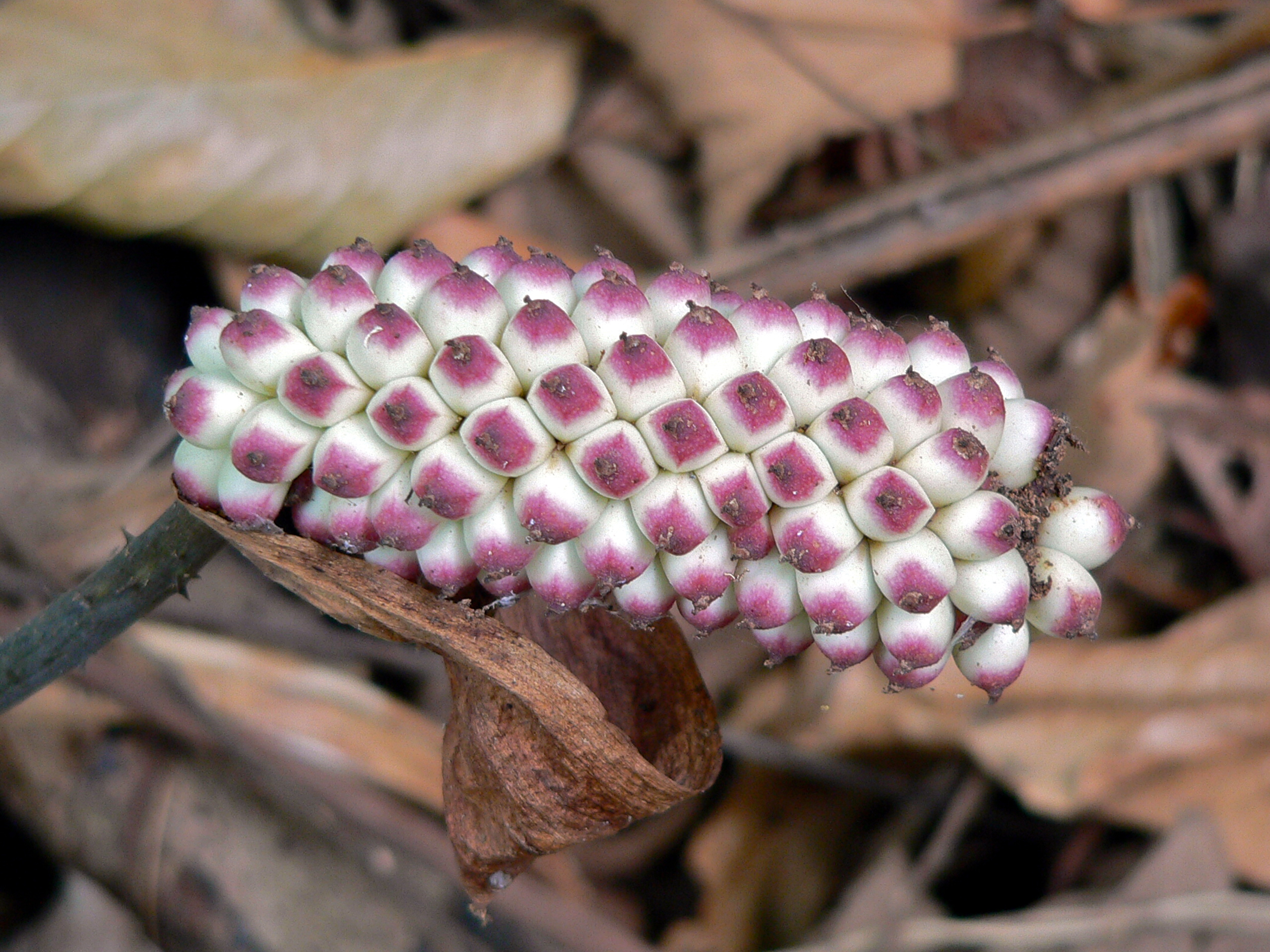
Jardin botanique de Limbé (Cameroun).

## Distribution
L'espèce est présente en Afrique tropicale, du Sénégal à l'Afrique de l'Est jusqu'en Zambie.

## Habitat
On la rencontre dans les forêts humides.

## Utilisation
Les tubercules sont consommés en période de pénurie, mais la présence de saponines et de raphides dans les racines pouvant constituer une source d'irritation, une préparation spéciale est nécessaire, impliquant notamment un lavage et une cuisson prolongés.
De très nombreuses utilisations en médecine traditionnelle ont été recensées. Par exemple, la sève de la tige est employée comme collyre, la pulpe fraîche des tubercules contre les abcès, une décoction de ces tubercules comme diurétique ou anti-diabétique. Rhizomes et feuilles sont considérées comme galactagogues. Anchomanes difformis provocant des contractions utérines, la plante est utilisée pour traiter divers problèmes menstruels, accélérer l'accouchement ou déclencher un avortement.

## Liste des variétés
Selon Tropicos (26 juin 2020) (Attention liste brute contenant possiblement des synonymes) :
- variété Anchomanes difformis var. obtusus Knecht
- variété Anchomanes difformis var. pallidus Engl.
- variété Anchomanes difformis var. welwitschii (Rendle) Engl.